# (6321) Namuratakao
(6321) Namuratakao (1991 BV) – planetoida z pasa głównego asteroid okrążająca Słońce w ciągu 4,22 lat w średniej odległości 2,61 j.a. Odkryta 19 stycznia 1991 roku.